# Río Negro (Jamaica)

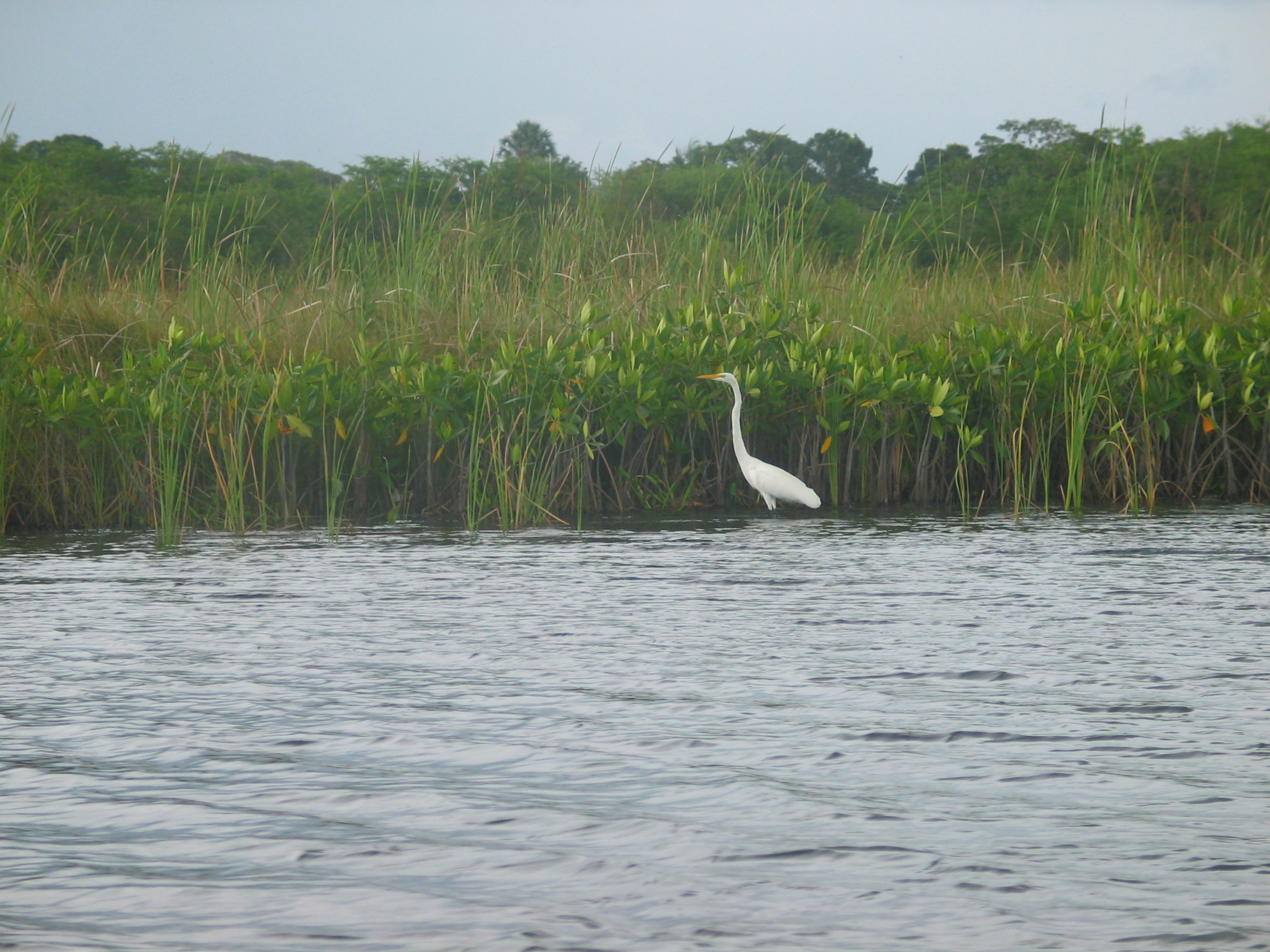
Vida Silvestre en el río Negro

El río Negro (en inglés Black River) es uno de los ríos más largos de Jamaica. Con una longitud de 53,4 kilómetros (33,2 millas), que se creía que era el más largo hasta que se descubrió que el río Minho de 92.8 km de longitud. Su nombre hace referencia a la oscuridad de la cama del río causada por las gruesas capas de vegetación en descomposición. Más de 100 especies de aves han sido registradas en el pantano del río Negro.
Troncos de árboles de palo de tinte se hicieron flotar por el río Negro hasta el puerto para ser enviado a Inglaterra para hacer tintes.
Hoy en día, los barcos de motor llevan a los turistas de excursión de la ciudad de Black River a la parte baja.